# Bluemoon Musix Productions
Das Schweizer Label Bluemoon Musix Productions wurde 2007 vom Musiker, Rapper und Produzenten Chris Bluemoon (Christian Imhof) in Jenaz (Graubünden) gegründet. Neben diversen lokalen Musicevents konnte sich das Unternehmen mit Sitz in Domat/Ems(GR) auch mit Bookings, Managements und CD-Veröffentlichungen von regionalen Bands, sowie den Kompilations Bock uf Rock, Bock uf Rap und Bock uf Metal einen Namen machen.
Bluemoon Musix Productions’ Vision ist es, unbekannten Bands eine Plattform zu bieten, indem sie mit einem Lied auf einem der Sampler vertreten sind oder ein Konzert an einem von Bluemoon organisierten Event spielen dürfen. Das Label Bluemoon Musix Productions ist eine Non-Profit-Organisation, die junge Künstler fördert. Seit 2021 führt Christian Imhof seine musikalischen Geschäfte unter dem Namen Qultur Records. Der Name Bluemoon Musix Productions wird seither nicht mehr verwendet.

## Erfolge
2009 veröffentlichte das Label auf einer CD ein Lied der Multiplatinum-Band 77 Bombay Street  offiziell zu veröffentlichen. Auf dem gleichen Tonträger war ausserdem die Churer Band Plasma vertreten. 2012 erschien mit Bock uf Rap die zweite Edition expandiert, was dem Label neben regionalen Namen wie LIV, Cigi, Lou Geniuz, Damos oder Liricas Analas auch nationale Grössen wie Steff la Cheffe, Dodo, Fratelli-B, Steven Egal oder auch Hans Nötig für die Kompilation einbrachte. Auf Bock uf Rap Vol. II war erstmals der Churer Rapper ALI vertreten.
2013 erschien Bock uf Rock mit Bands wie zum Beispiel Favez (Band), Delilahs, Redwood. Ein Jahr später konnte Bluemoon ausserdem Bands wie Shakra, Knackeboul, Polo Hofer, Greis, Famara und viele weitere für die Kompilation Bock uf Rock gewinnen.
2016 organisierte Bluemoon die erste Bock uf Rap-Tour, bei der auch der Glarner Rapper YT auf der Bühne stand. Im selben Jahr wurde Chris Bluemoon Booker und Medienverantwortlicher des Open Airs Malans.
Im November 2018 schaffte Inhaber Chris Bluemoon mit dem Album ZooM den Sprung auf Platz 24 der offiziellen Schweizer Hitparade.

## Tourneen
Bluemoon organisierte im Frühling 2012 die erste Tournee mit den Bands Watch my Hair, Grilled Elephant und Insomnia Rain, welche sechs Termine beinhaltete. Diese Tour wurde unter dem Titel "Wild & Unknown-Tour" durchgeführt und gastierte an der Beachparty Bergün (GR), der WunderBar Zürich (ZH), dem Baraggä Palace Näfels (GL), dem Bluemenau Unterterzen (SG), dem Kulturhaus Chur (GR) und im S`L Vaduz (FL).
Im Frühling 2015 wurde laut Facebookpage eine weitere Minitour mit dem Titel "Hungry for Rock" und den Bands Head Smashed (GR), Emma’s Daydream (AT) und Insomnia Rain (GR) organisiert, welche fünf Termine umfasste.
2016 gab es erstmals eine Bock uf Rap-Tour, bei der Chris Bluemoon gemeinsam mit Elkista, Rones und YT auf Tour ging. Diese ging als bisher erfolgreichste in die Geschichte ein, da YT im Herbst mit seinem Album Griselda Blanco Platz 52 in der Schweizer Hitparade erreichte. Die Tournee umfasste sieben Konzerte innerhalb der Deutschschweiz.

## Diskografie
Kompilationen
- 6 × Bock uf Rock (2008–2013)
- 2 × Bock uf Rap (2011, 2012)
- 1 × Bock uf Metal (2012)

Alben von Künstlern
- Godless Creation - Something New (2007)
- Virus of the Cactus - Sorry for That (2010)
- Marcus Aurelius - I los kai Schwiizer Rap (2011)
- Insomnia Rain - Black Dog (2012)
- Godless Creation - Something New Rerelease (2013)
- Chris Bluemoon - Mondladig (2013)
- SM-Geesbeatz - Bluat und Träna (2013)
- Head Smashed - Feeding the Animal (2015)
- Chris Bluemoon - Dunkelblau (2015)
- Insomnia Rain - Drowning (2015)
- Chris Bluemoon - ZooM (2018) (#24 in der offiziellen Schweizer Hitparade)

Singles von Künstlern
- Chris Bluemoon - Resident Evil (2013)
- Chris Bluemoon - Gahng hai (2013)